# Five years later
Five years later is een studioalbum van de gitaristen John Abercrombie en Ralph Towner. De titel verwijst naar Sargasso Sea, hun eerste samenwerking uit 1976. Het album werd opgenomen gedurende maart 1981 in de Talent Studio in Oslo. Geluidstechnicus daarbij was Jan Erik Kongshaug. De platenhoes was van Barbara Wojirsch.
Het album verscheen pas op 24 januari 2014 op compact disc, terwijl het grootste deel van de albums van zowel Abercrombie als Towner al twintig jaar eerder verkrijgbaar was op dat medium.

## Musici
- John Abercrombie, Ralph Towner - gitaar

## Muziek
| Nr. | Titel                                      | Duur  |
| --- | ------------------------------------------ | ----- |
| 1.  | Late night passenger (Abercrombie, Towner) | 10:04 |
| 2.  | Isla (Abercrombie)                         | 6:28  |
| 3.  | Half past two (Towner)                     | 4:30  |
| 4.  | Microthema (Abercrombie, Towner)           | 3:44  |
| 5.  | Caminata (Towner)                          | 3:06  |
| 6.  | The juggler’s etude (Towner)               | 7:35  |
| 7.  | Bumabia (Abercrombie, Towner)              | 9:51  |
| 8.  | Child’s play (Abercrombie, Towner)         | 4:54  |